# Faucoucourt
Faucoucourt ist eine ehemalige französische Gemeinde und heutige Commune déléguée mit 294 Einwohnern (Stand 1. Januar 2022) im Département Aisne in der Region Hauts-de-France; sie gehörte zum Arrondissement Laon und ist Teil des Kantons Laon-1. Sie wurde mit Wirkung vom 1. Januar 2019 in die Commune nouvelle Anizy-le-Grand integriert.

## Geografie
Faucoucourt wurde von den Nachbargemeinden Suzy im Norden, Cessières und Montbavin im Nordosten, Merlieux-et-Fouquerolles im Osten, Lizy im Südosten sowie  Wissignicourt im Südwesten und Westen umgeben.

## Bevölkerungsentwicklung
| Jahr                      | 1962 | 1968 | 1975 | 1982 | 1990 | 1999 | 2006 | 2015 |
| Einwohner                 | 264  | 242  | 227  | 233  | 246  | 280  | 302  | 311  |
| Quelle: Cassini und INSEE |      |      |      |      |      |      |      |      |

## Sehenswürdigkeiten

Kirche Saint-Martin

- Kirche Saint-Martin